# Epidesma rotundipennis
Epidesma rotundipennis är en fjärilsart som beskrevs av Hans Zerny 1931. Epidesma rotundipennis ingår i släktet Epidesma och familjen björnspinnare. Inga underarter finns listade i Catalogue of Life.